# Bossa nova

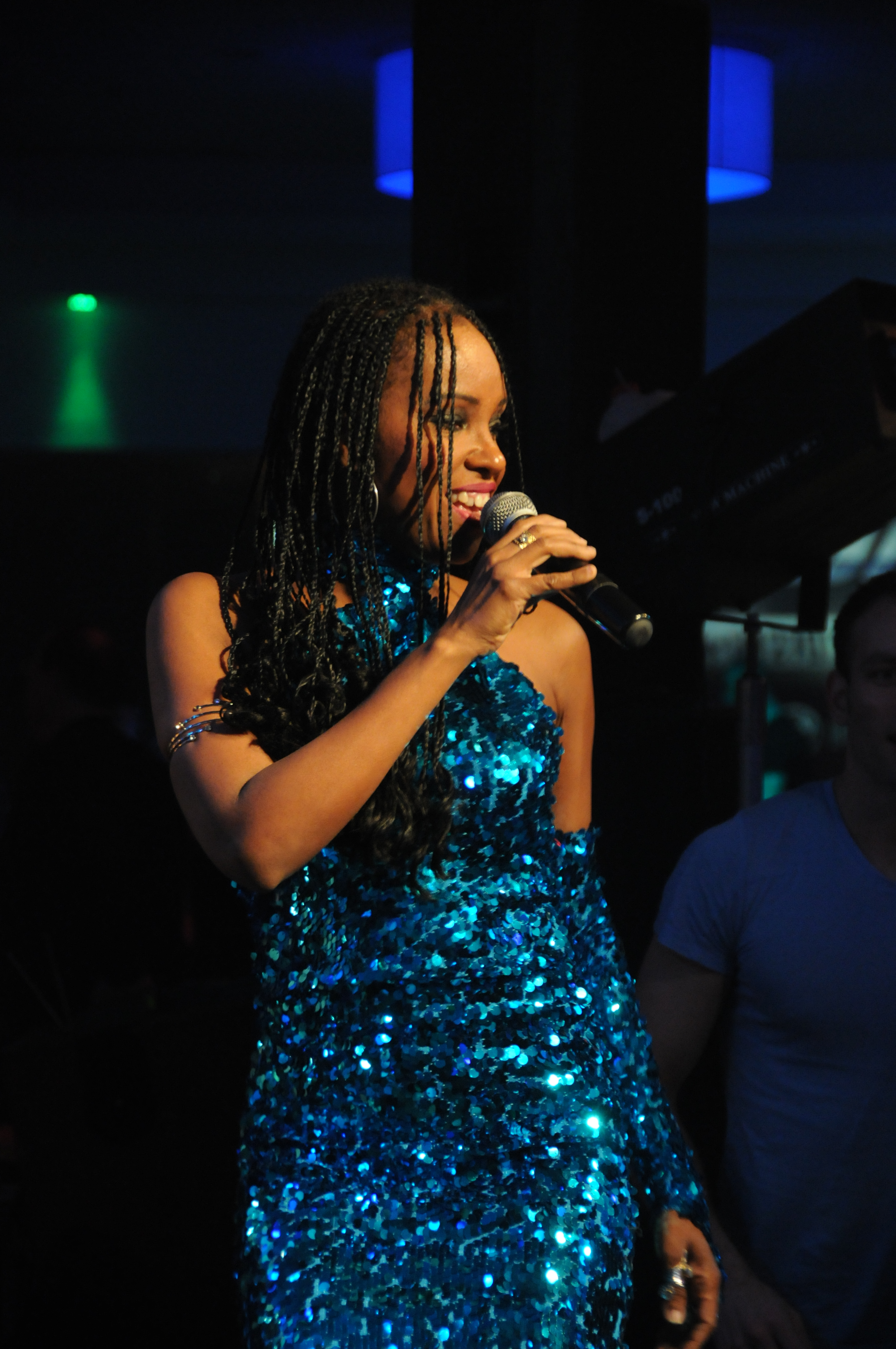
Na zdjęciu Elisete, brazylijsko-izraelska piosenkarka, wykonująca muzykę w stylu bossa nova

Bossa nova (port. „nowa fala”, „nowy trend”) – styl muzyki brazylijskiej, który powstał i rozwinął się w latach 50. i 60. XX w., spopularyzowany przez Antônio Carlosa Jobima, Viniciusa de Moraesa, Elizeth Cardoso, Badena Powella de Aquino i João Gilberto. Dziś jest jednym z najbardziej rozpoznawalnych stylów muzyki brazylijskiej na świecie. 
Pierwszy album w stylu bossa nova – Canção do Amor Demais – nagrała Elizeth Cardoso w roku 1958, muzykę do poezji Viniciusa de Moraesa skomponował Antônio Carlos Jobim. Kolejnym punktem zwrotnym staje się film Marcela Camusa Orfeu Negro – będący adaptacją sztuki teatralnej Orfeu da Conceição autorstwa Viniciusa de Moraesa. To właśnie ze ścieżki dźwiękowej do tego filmu pochodzi jeden z największych standardów gatunku – Manhã de Carnaval (muzyka: Luiz Bonfá, słowa: Antônio Maria).